# Ruddy Rodríguez
Ruddy Rosario Rodríguez de Lucía (Anaco, Anzoátegui, 20 de marzo de 1967) es una actriz, exreina de belleza, modelo, cantante y empresaria venezolana.

## Carrera
Se dio a conocer al público en el Miss Venezuela 1985, mientras representaba a su natal estado Anzoátegui, en donde se convirtió en la primera venezolana en ostentar el título de Miss World Venezuela. Participó en el Miss Mundo ese año 1985, donde obtuvo la máxima puntuación en traje de baño, figurando al final como tercera finalista. Su participación le ayudaría a conseguir un pequeño papel en The Living Daylights, de la serie del personaje James Bond, protagonizada por Timothy Dalton.
En 1986, Rodríguez inició su carrera como actriz al participar en las telenovelas del canal Venevisión Enamorada, Inmensamente tuya e Y la luna también, al año siguiente obtuvo su primer papel protagónico en la telenovela Niña bonita, del escritor César Miguel Rondón, en la que interpretó a una muchacha de alta sociedad que se enamora de un humilde doctor interpretado por el actor venezolano Luis José Santander.
En 1989 protagonizó varias producciones fuera de Venezuela. Su debut internacional lo realizó en la miniserie Las Ibáñez producida por Caracol Televisión en 1989. Le siguen la película para la TV puertorriqueña En aquella playa al lado del actor Osvaldo Ríos, luego protagonizó la telenovela El magnate, rodada en Miami, donde compartió rol protagónico junto con los actores Andrés García y el mexicano Salvador Pineda. En España se dio a conocer en 1992 en la teleserie Brigada Central II, protagonizada por Imanol Arias y la actriz, presentadora y cantante Margarita Rosa de Francisco.
En 1990, Rodríguez también inició una corta carrera como cantante, firmando su único contrato discográfico con la empresa venezolana Sonográfica para la cual grabó el álbum Espejismo, con temas de autoría del compositor Rudy La Scala, dos de cuyos temas «Me enamoré» y «Yo no quiero caminar sobre fuego» fueron los temas de entrada de las telenovelas Alcanzar una estrella I y II, respectivamente. Rodríguez grabó cuatro videoclips promocionales de los cuatro sencillos que editó: «Es un sueño», rodado en Caracas; «Me enamoré», filmado en París, donde participa la actriz colombiana Margarita Rosa De Francisco; «Yo no quiero caminar sobre fuego», en Los Ángeles, y «Sembrándome amor», en la isla griega de Mykonos, donde la acompañó Daniel Lugo, quien para el momento protagonizaba junto con Rodríguez la telenovela peruana Mala mujer. 
También ha realizado y actuado en varias telenovelas colombianas, entre estas La mujer doble, Flor de oro, Pasiones secretas, junto con el actor colombiano Danilo Santos, La ex, El inútil y Cómplices, además de interpretar a Eugenia De Koppel en la versión colombo-ecuatoriana-argentina de Amas de casa desesperadas. En 2007 dio vida a Doménica en la exitosa telenovela ecuatoriana El cholito.
Ha sido imagen en comerciales para distintas marcas de productos para varios medios publicitarios, entre ellos Calcibon D y Keops de Venezuela, pantalones Ferrucci, Minelli, Lux, entre muchos otros.
El 25 de septiembre de 2009 se estrenó la cinta venezolana Venezzia, que protagonizó junto con el mexicano Alfonso Herrera. Venezzia marca el primer trabajo cinematográfico de Rodríguez como productora. 
En 2013 se estrenó la película de suspenso venezolana La casa del fin de los tiempos, en la que Rodríguez llevó a cabo el papel protagónico.
La actriz estuvo involucrada en 2016 en una polémica, tras las denuncias en la que se le acusó de estar involucrada en despilfarro y fallas que han demorado la producción del largometraje El vuelo del turpial, una cinta venezolana que exaltará las raíces indígenas en Venezuela.

## Empresaria
Una vez promovió una línea de trajes de baño y su propia línea de cosméticos llamada Ruddy Rodríguez Cosméticos. Recientemente desarrolló unos productos antiedad para el cuidado facial que se distribuyen en su natal Venezuela. Además, posee varios centros de estética bajo su nombre en varias ciudades del país.

## Vida personal
En julio de 1995, se casó con el abogado venezolano Rodolfo Pisani. Sin embargo, la pareja se separó en 2005 y finalmente se divorció el 3 de julio de 2006. En noviembre de ese mismo año Rodríguez anunció que estaba viviendo un romance con un viejo amigo suyo, el rejoneador y odontólogo colombiano Juan Rafael Restrepo Bello, con quien finalmente terminaría casándose el 1 de octubre de 2011 en la Hacienda Riofrio, ubicada en el municipio Gachancipá, departamento de Cundinamarca, Colombia. El 18 de febrero de 2015 Rodríguez publicó en su cuenta personal de la red social Instagram un comunicado en donde reveló que la pareja decidió separarse de mutuo acuerdo el 1 de septiembre de 2014 y que, finalmente, se divorció el 23 de enero de 2015. De ninguno de los dos matrimonios Rodríguez ha tenido hijos.

## Filmografía

### Televisión
| Año       | Título                    | Personajes                                                    | Canal                   | País           |
| --------- | ------------------------- | ------------------------------------------------------------- | ----------------------- | -------------- |
| 2013-2015 | Cumbia Ninja              | Carmenza Acuña                                                | Fox Premium             | Colombia       |
| 2012      | Amor de carnaval          | Adela Vengoechea                                              | Caracol Televisión      | Colombia       |
| 2010      | Salvador de mujeres       | Josefina Álvarez                                              | Venevisión              | Colombia       |
| 2009      | ¡Qué clase de amor!       | Aurora                                                        | Venevisión              | Venezuela      |
| 2008      | Cómplices                 | Soledad Espinoza                                              | Caracol Televisión      | Colombia       |
| 2008      | Tiempo final              | Gabriela                                                      | Fox Premium             | Ecuador        |
| 2007      | Mujeres asesinas          |                                                               | RCN Televisión          | Colombia       |
| 2007-2008 | El cholito                | Domenica Rossi                                                | Ecuavisa                | Ecuador        |
| 2007      | Amas de casa desesperadas | Eugenia de Koppel                                             | RCN Televisión          | Colombia       |
| 2006-2007 | La ex                     | Amada Otero Rosas/Miranda                                     | Caracol Televisión      | Colombia       |
| 2005      | Ser bonita no basta       | Ruddy                                                         | RCTV                    | Venezuela      |
| 2005      | Guayoyo Express           | Ella misma                                                    | Televen                 | Venezuela      |
| 2001-2002 | El inútil                 | Rubiela «Ruby» Salcedo de Zapata                              | RCN Televisión          | Colombia       |
| 2000-2001 | Amantes de luna llena     | Camila Rigores                                                | Venevisión              | Venezuela      |
| 1999-2001 | El Hombre que Encontre    | Maria Fernanda Teresa Gonzalez Rodriguez Andueza de Sotomayor | Id Red Canal Television | Venezuela      |
| 1997      | Aguamarina                | Marina Luna                                                   | Telemundo               | Estados Unidos |
| 1995-1996 | Flor de oro               | Teresa Amaya                                                  | Caracol Televisión      | Colombia       |
| 1995      | Amores de fin de siglo    | Lejana San Miguel                                             | RCTV                    | Venezuela      |
| 1992-1993 | Pasiones secretas         | María Alejandra Fonseca                                       | Caracol Televisión      | Colombia       |
| 1992      | La mujer doble            | Carmen «Carmita» del Socorro Figueroa                         | Caracol Televisión      | Colombia       |
| 1992      | Brigada Central II        | Claudia                                                       | Televisión Española     | España         |
| 1991      | Volver a ti               | Cortometraje para TV                                          | RCTV                    | Venezuela      |
| 1991      | Mala mujer                | Daniela/Ximena                                                | Latina Televisión       | Perú           |
| 1990      | El magnate                | Teresa                                                        | Telemundo               | Estados Unidos |
| 1989-1990 | Fabiola                   | Ninoska                                                       | Venevisión              | Venezuela      |
| 1989      | Coplan                    | Mayra                                                         |                         | Francia        |
| 1989      | Las Ibáñez                | Bernardina Ibáñez Arias, la Melindrosa                        | Canal Uno               | Colombia       |
| 1988      | La Mujer que yo vi        | Maria Fernanda de Rodriguez                                   | Id Red Canal Television | Venezuela      |
| 1988      | Niña bonita               | Ángela Santana                                                | Venevisión              | Venezuela      |
| 1987-1988 | Y la luna también         | Lucía «Estefanía»                                             | Venevisión              | Venezuela      |
| 1987      | Inmensamente tuya         | Bebesota                                                      | Venevisión              | Venezuela      |
| 1986      | Enamorada                 | Maggy Roldán                                                  | Venevisión              |                |

## Cine
| Año  | Título                         | Personajes      | País        |
| ---- | ------------------------------ | --------------- | ----------- |
| 2015 | El vuelo del turpial           |                 | Venezuela   |
| 2013 | La casa del fin de los tiempos | Dulce           | Venezuela   |
| 2009 | Venezzia                       | Venezzia        | Venezuela   |
| 2009 | Alborada carmesí               | Pílar           | Colombia    |
| 2007 | La ministra inmoral            | Gilma Zuleta    | Colombia    |
| 2006 | Francisco de Miranda           |                 | Venezuela   |
| 2004 | María Lionza                   | Yara/Yaritza    | Venezuela   |
| 2004 | Natalia de 8 a 9               | Natalia         | Venezuela   |
| 1998 | Amaneció de golpe              | Isbelia Requena | Venezuela   |
| 1994 | Bésame mucho                   |                 | Venezuela   |
| 1990 | En aquella playa               | Andrea          | Venezuela   |
| 1987 | The Living Daylights           | Chica           | Reino Unido |